# 米德維爾 (賓夕法尼亞州)

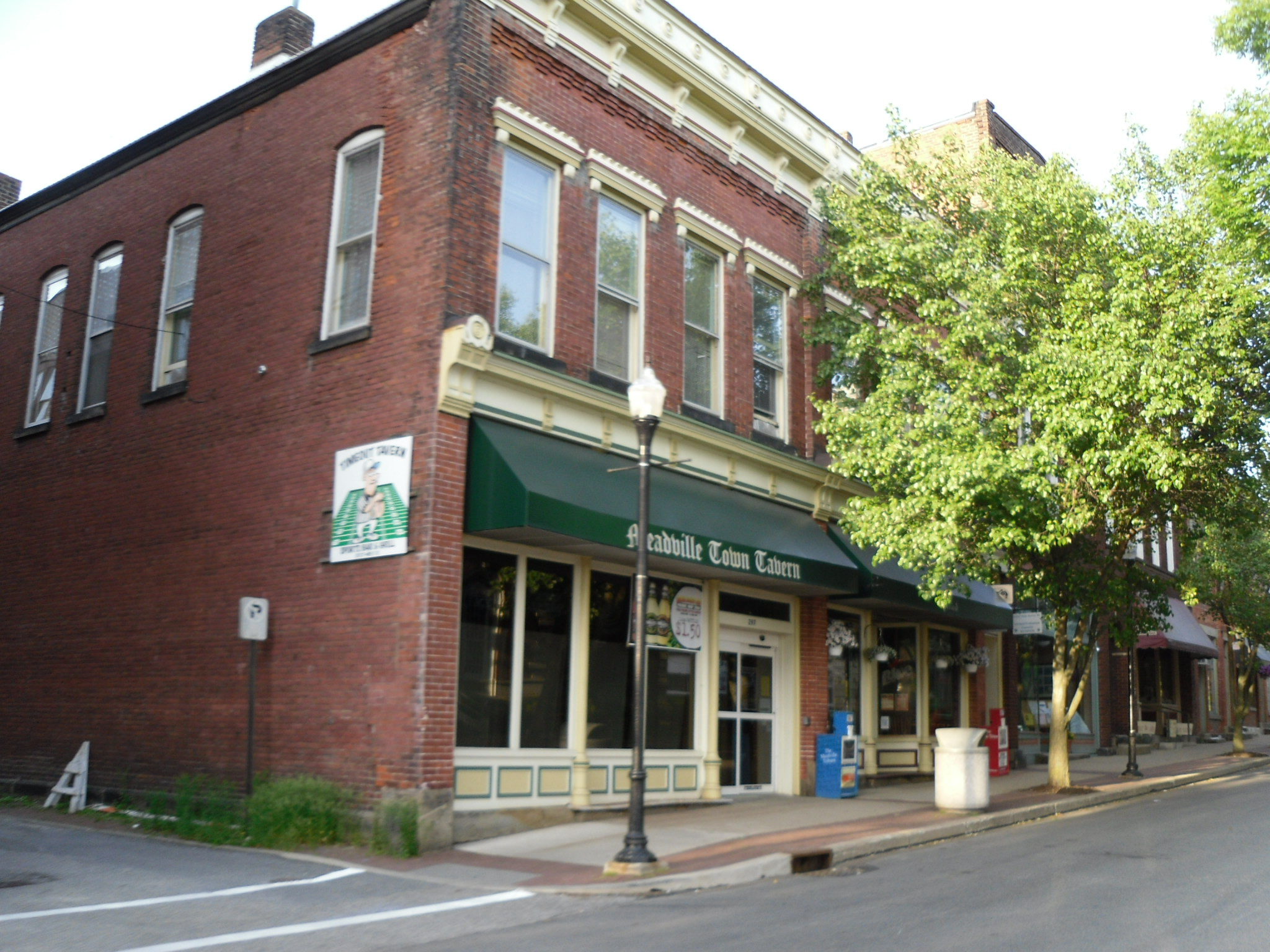
米德維爾市中心一景

米德維爾（英語：Meadville）是美國賓夕法尼亞州克勞福德縣的縣治，距離伊利湖約65公里。人口約13,400人。